# موسيقى مبكرة

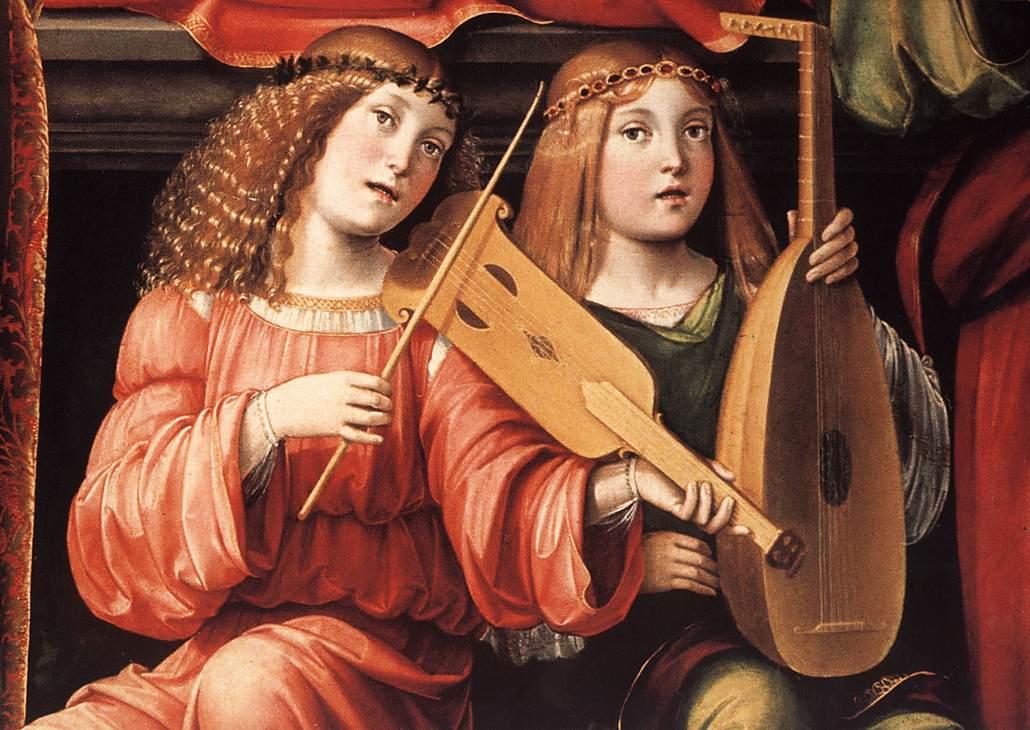

الموسيقى المبكرة (بالإنجليزية: Early music)‏ تفهم عامة على أنها تضم كل الموسيقى عادة من الشرق، من الأوقات الأولى حتى عصر الباروك. مع ذلك المصطلح يستخدم اليوم ليشمل «أي موسيقى التي لابد من وضع أسلوب مناسب تاريخيا ليعاد بناءه على أساسا النوت الباقية والأبحاث والآلات الموسيقية وغيرها من أدلة معاصرة».
تشمل الموسيقى المبكرة بشكل عام موسيقى العصور الوسطى (500- 1400) وموسيقى عصر النهضة (1400- 1600)، ويمكن اعتبار موسيقى الباروك (1600- 1750) منها. الموسيقى المبكرة حقبةٌ موسيقية رحبة في تاريخ الموسيقى الغربية.

## اصطلاحات فنية
تتنوع التأويلات حول النطاق التاريخي «للموسيقى المبكرة». عرّفت أكاديمية الموسيقى القديمة التي أُحدثت عام 1726 الموسيقى «القديمة» بأنها الأعمال التي كتبها مؤلفون موسيقيون عاشوا قبل نهاية القرن السادس عشر. ويرى جوهانس برامس ومعاصروه أن الموسيقى المبكرة تمتد بين النهضة العليا والباروك، في حين يعتقد بعض الباحثين أن الموسيقى المبكرة يجب أن تتضمن موسيقى اليونان القديمة أو روما قبل 500 للميلاد (وهي فترة يشملها عادة مصطلح الموسيقى القديمة). يستثني الناقد الموسيقي مايكل كندي الباروك منها معرفًا الموسيقى المبكرة بأنها «المؤلفات الموسيقية من العهود القديمة وحتى موسيقى عصر النهضة (شاملةً إياها)».
يعتبر عالم الموسيقى توماس فوريست كيلي أن أساس الموسيقى المبكرة هو بعث المخزون الموسيقي «المنسي» وأن المصطلح متداخل مع إعادة اكتشاف الأداء الموسيقي القديم. ووفقًا للمركز الوطني للموسيقى المبكرة ومقره المملكة المتحدة فإن مصطلح «الموسيقى المبكرة» يشير إلى المخزون (الموسيقى الأوروبية المكتوبة بين 1250 و1750 والتي تتضمن العصورالوسطى، النهضة وعصر الباروك) وأيضًا إلى نهج في الأداء مستقى من تاريخ تلك الموسيقى.
حالياً، يشمل مصطلح «الموسيقى المبكرة» أي موسيقى تُؤدى وفق نمط تاريخي ملائم لها اعتمادًا على السجلات المحفوظة والأطروحات والاّلات وغيرها من الدلائل المعاصرة.

## إعادة الإحياء
نهض الاهتمام بأداء موسيقى تعود إلى عصر النهضة والعصور الوسطى في القرن العشرين، فتأسست الكثير من الجوقات وفرق العزف المتخصصة بالمخزون الموسيقي المبكر. وكان لمجموعات مثل طلاب تالس، وفرقة الموسيقى المبكرة، وفرقة ومؤدو تافرنير أثر كبير في استحضار الموسيقى المبكرة إلى مسامع العصر عبر الأداء والتسجيلات الشهيرة.

## الأداء
دفع بعث الموسيقى المبكرة إلى الإقبال على دراسة الأداء الموسيقي. بمساعدة الأبحاث الأكاديمية في علوم الموسيقى التي درست الأطروحات الموسيقية والنسخ الأولى للسجلات الموسيقية وغيرها من الأدلة التاريخية، يسعى المؤدون إلى احترام الأسلوب الموسيقي الذي أُلفت الموسيقى القديمة في إطاره. إضافة إلى ذلك، بُعث استخدام آلات تلك الحقبة الأصلية منها والمستنسخة كالهاربسكورد والفيول.
مع ذلك يظل الأداء المستقى من التاريخ معمتدًا على الاستدلال الأسلوبي. وفقًا لمارغريت بينت فإن كتابة النوتة في عصر النهضة لا توجه المؤدي كما هي الحال اليوم، إنما تترك الكثير لتأويله: «تخضع النوتة في عصر النهضة لمعاييرنا نحن، وحين تترجم إلى الشكل الحديث لكتابة النوتة تكتسب بعدًا مرشدًا يحدّ من رحابتها الأصلية ويحورها، إشارات التحويل ... ربما تكون كتبت أو أهملت، ما تتطلبه كتابة الموسيقى اليوم ربما كان واضحًا تمامًا في ذلك الوقت للمؤدي ذي الخبرة في الطباق دون حاجة للتدوين».